# USS LST-586
O USS LST-586 foi um navio de guerra norte-americano da classe LST que operou durante a Segunda Guerra Mundial.